# Gary Blades
Gary Blades (* 16. November 1980 in Lincoln) ist ein englischer Dartspieler.

## Karriere
Gary Blades hatte seinen ersten Auftritt bei den UK Open 2005. Im Jahr 2008 nahm er dann vermehrt auf der PDC Pro Tour teil, jedoch ohne nennenswerte Resultate. Beim Qualifikationsturnier für die PDC World Darts Championship 2009 verlor er im entscheidenden Spiel gegen John MaGowan. Nach mehrmaligen Teilnahmen unter den letzten 64 bei Players Championships zog er sich aus dem Profidartsport zurück. 2018 nahm Blades erfolglos bei der PDC Qualifying School (Q School) in Wigan teil. Aufgrund dessen spielte er die komplette PDC Challenge Tour. Ein Jahr später gelang ihm bei der Q School dann am ersten Tag der Turniersieg. In den ersten drei Monaten erreichte Blades auf der PDC Pro Tour zweimal die dritte Runde. Bei den UK Open 2020 schied er gegen Wayne Jones in der ersten Runde. Ein Jahr später konnte er sein Auftaktspiel gewinnen, schied jedoch in Runde 3 gegen Andy Hamilton aus.
Weitere Erfolge blieben jedoch aus für Blades, sodass er zum Ende des Jahres die Tourkarte verlor. Bei der Q-School 2022 war er aus diesem Grund in der Final Stage gesetzt, gewann seine Tour Card aber nicht zurück. Folglich musste Blades an der Challenge Tour teilnehmen, bei der er Platz 44 erreichte. An der Q-School 2023 nahm er ebenfalls teil. Dabei qualifizierte er sich knapp über die Rangliste für die Final Stage, in der er jedoch nur einen Punkt erspielen konnte. Bei der darauffolgenden PDC Challenge Tour 2023 erreichte er gleich beim ersten Turnier das Achtelfinale, sonst blieben die Erfolge hier aber aus.
Im Januar 2024 ging Blades erneut bei der Q-School an den Start. Insgesamt entschied er dabei vier Spiele für sich, was jedoch für eine Teilnahme an der Final Stage nicht ausreichte. Bei der darauffolgenden Challenge Tour-Saison spielte er sich fünfmal ins Preisgeld, was lediglich für Rang 139 in der Order of Merit reichte.
Somit ging Blades bei der Q-School 2025 wieder in der First Stage an den Start. Er gewann zwei Spiele und einen Punkt für die Rangliste, scheiterte damit jedoch klar an der Qualifikation für die Final Stage.